# لوسيانا كونكو
لوسيانا كونكو (بالإيطالية: Lusiana Conco)‏ هي مدينة صغيرة في مقاطعة فشنزة بمنطقة فنيتة، شمال إيطاليا.